# Kaltenbach
Kaltenbach é um município da Áustria, situado no distrito de Schwaz, no estado do Tirol. Tem 12,1 km² de área e sua população em 2019 foi estimada em 1.327 habitantes.